# Різанина в Сагрині
Різанина в Сагри́ні — акція зі знищення місцевого українського населення польськими бойовиками, що сталася 10 березня 1944 у селі Сагринь (пол. Sahryń, Грубешівський повіт, Люблінське воєводство, нині Польща). Спланована та проведена військовими (у кількості 800 осіб) польської Армії Крайової та Батальйонів Хлопських під командуванням Станіслава Басая (псевдо «Рись»). Батальйони хлопські (БХ) були організовані з колоністів та поляків навколишніх сіл колоністом з колонії Ґурки Станіславом Басаєм.

## Мета акції
5-6 березня 1944 комендант Армії Крайової Грубешівського повіту М. Голембевський ухвалив рішення про спільну з Батальйонами хлопськими акцію проти ряду поселень, в яких розміщувалися пости української допоміжної поліції або були розміщені «станиці» ОУН (б) та УПА. Було вибрано 11 сіл, серед яких і Сагринь.
Але у Сагрині на той час не перебував жоден підрозділ УПА. Єдиною озброєною силою в селі був відділ Української допоміжної поліції (20 поліціянтів).
Фактичним завданням польських відділів було знищення українських мешканців села.

## Історія

Польські партизани на тлі палаючої хати у Сагрині

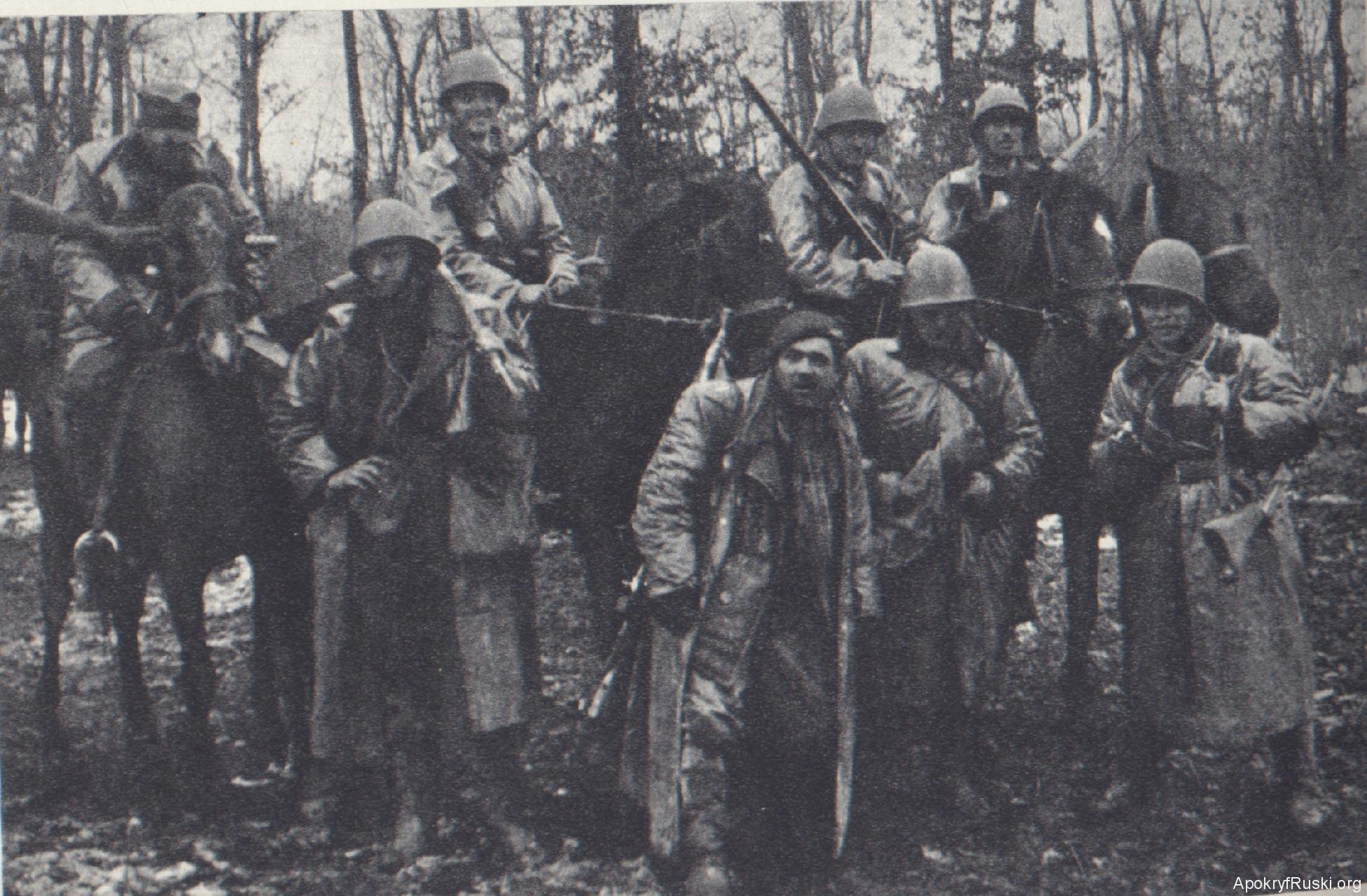
Бойовики Армії Крайової перед нападом на Сагринь.

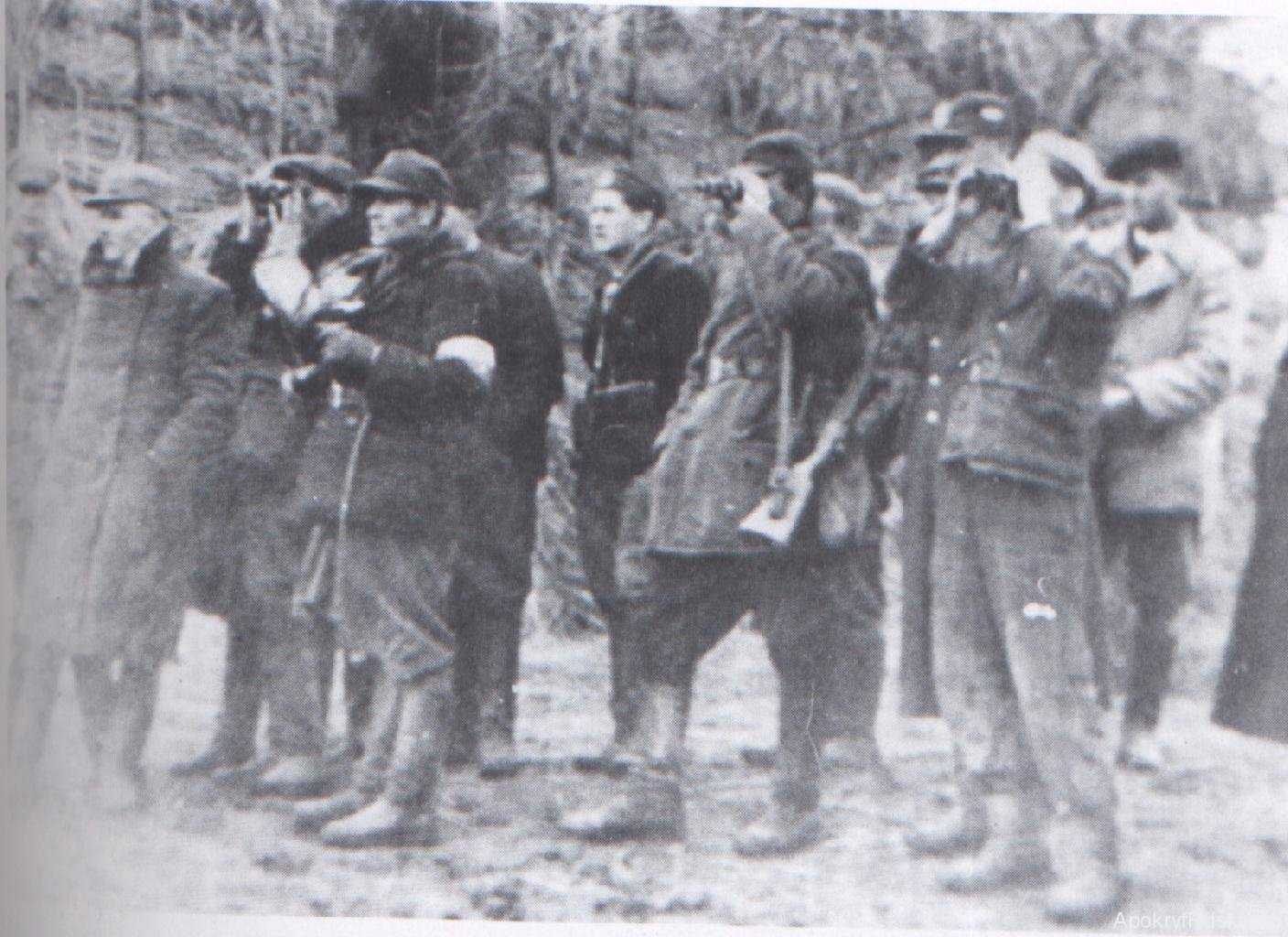
Бойовики Армії Крайової перед нападом на Сагринь

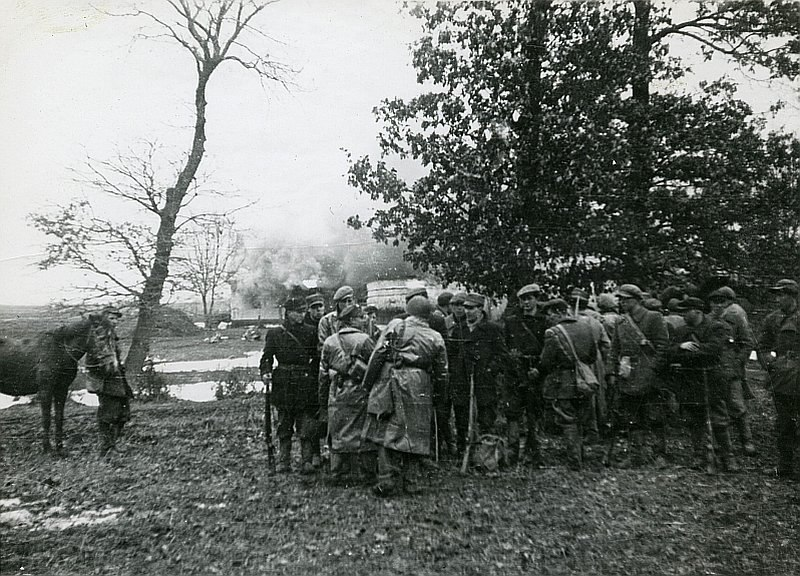
Бойовики Армії Крайової під час знищення села Сагринь.

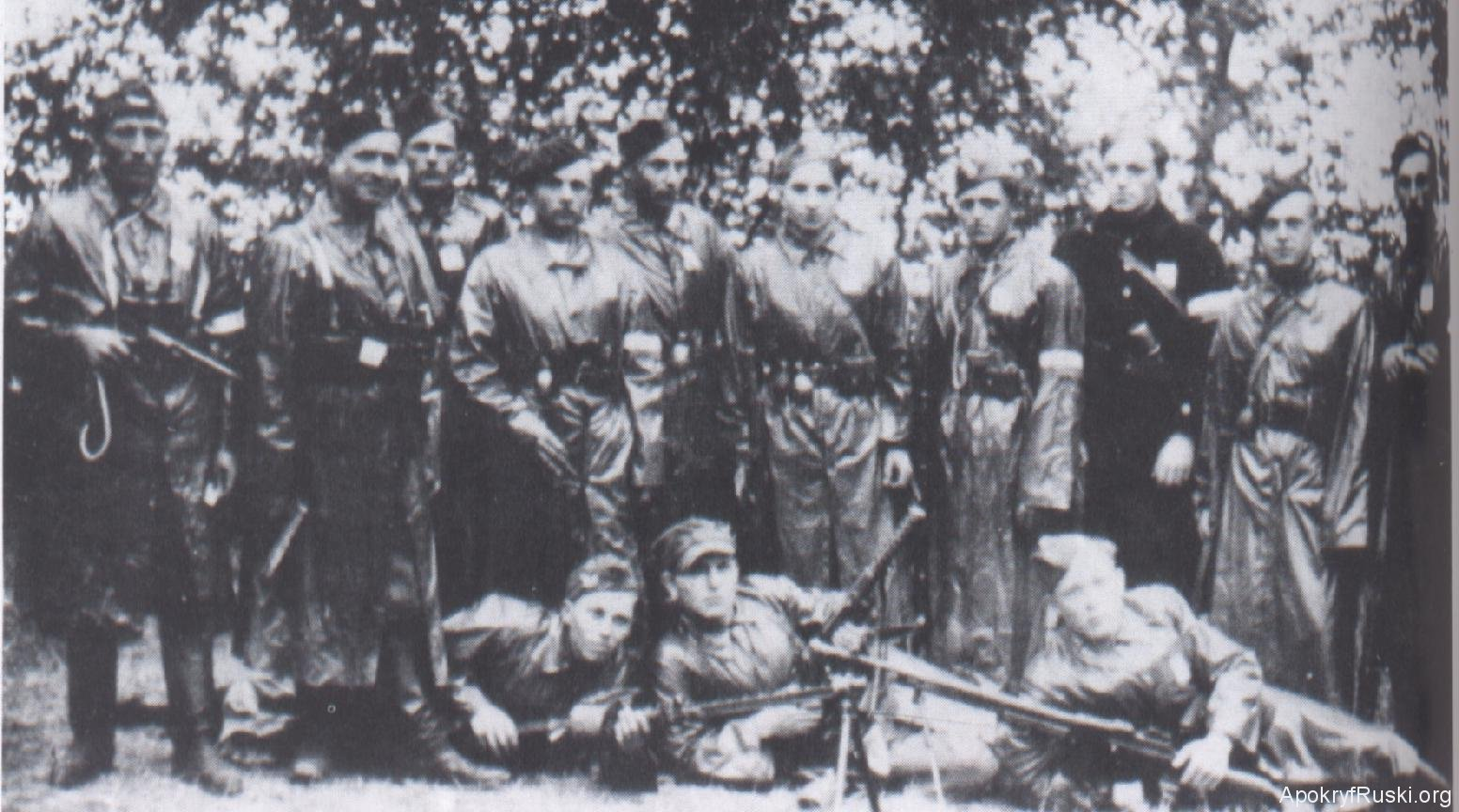
Бойовики Армії Крайової після знищення села Сагринь.

### Сили сторін
У різанині брали участь такі польські сили:
1. 2 сотні бойової диверсії Томашівської округи АК (прибл. 200 бойовиків);
2. особова лісова сотня (прибл. 50 бойовиків);
3. 3 сотні з III округи АК (прибл. 300 бойовиків);
4. 2 відділи кіннотників-розвідників (прибл. 80 бойовиків);
5. чота IV району (прибл. 30 бойовиків);
6. чота Грубешівської округи (прибл. 30 бойовиків);
7. 22 озброєні польські колоністи.

Загалом близько 800 дуже добре озброєних бойовиків.
З українського боку:
1. Українська допоміжна поліція (20 поліціянтів);
2. місцеві мешканці (прибл. 40 осіб).

Загалом близько 60 слабо озброєних осіб.

### Перебіг акції
Недовго нападникам опиралось 20 осіб з УДП, чий пост знаходився у селі. У ході акції село було оточено бойовиками АК і БХ, спалено понад 300 селянських будинків, вбито за різними даними від 800 до 1240 українців. Серед них 70 % становили жінки та діти. Більшість загиблих перед смертю зазнали знущань і тортур. Серед загиблих від рук АК були і поляки з Сагрині. Близько 14:00 нападники покинули село, а згарища почали грабувати поляки з сусідніх селищ.
Усього в ході акції в Сагрині та прилеглих селах бойовики АК і БХ вбили близько 1300 українців із числа мирного населення, переважно жінок, дітей і людей похилого віку. 10 березня згідно плану АК було атаковано 7 українських селищ. Було знищено села Пригоріле, Мєтке, Шиховиці, Теребінь, Струженець, Турковичі.
Керівником акції був Зенон Яхимек, у 1943-44 рр. командир підрозділу Армії Крайової в Томашівському повіті, Люблінського воєводства. Зенон Яхимек після різні у Сагрині займав командні пости в АК. 21 вересня 1946 був затриманий МГБ Польщі. За вироком суду 23 вересня 1947 отримав три смертні вироки, замінені на основі амністії від 22 лютого 1947 на 15 років в'язниці. На основі амністії був звільнений 23 серпня 1956 і помер у Вроцлаві 1986. Тепер у Польщі Яхимек презентується як борець з УПА, що врятував поляків. Для увічнення пам'яті «героя» 2012 було знято фільм.
25 березня 1945 року Станіслав Басай був узятий в полон повстанцями куреня «Вовки» під командуванням Мар'яна Лукасевича — «Ягоди» в с. Крилів, та був розстріляний повстанцями.

## Спогади очевидців
Є спогади про масове вбивство в селі Сагрині авторства очевидців трагедії..
У перших донесеннях пароха православної парохії у Сагрині о. Михайла Скаба: «Парафія мала понад 300 номерів (господарств), то загалом спалено 280… Корінних сагринян вже поховано 202 осіб та з тимчасово поселених тут близько 300 осіб. Поміж тим до Сагрині сходилися на ночівлю для більшої безпеки люди з сіл М'ягке, Пасіки, Теребінець, Модринь, Майдан, а тому щоночі Сагринь було переповнене. Скільки їх загинуло поки невідомо… Загалом в Сагрині загинуло 600—700 людей… Усі корінні сагриняни вже поховані, а також кілька родин замордованих поляками з-поміж прибулих. Деякі з них були закопані у місці, де були замордовані і то поспіхом, оскільки люди бояться, щоб поляки не вбили ще й тих, які хоронили родичів, як це було у с. М'ягке, де наступного дня було замордовано і тих, хто повернувся до села».
Євгенія Юрчук, 1940 р.н. «Справа і зліва все горіло. Просто на нас ішли бандити. Мама взяла мене та молодшенького братика і хотіла сховатись під агрусом, а я боялась і кричала, бо той агрус дуже коловся. Ми тоді залізли у схрон — кіпець з картоплею на чужому городі. Там було вже багато людей, жінки і чоловіки. В кінці погрому поляки знайшли цей схрон, почали витягувати чоловіків. То було найстрашніше: вони їх вбивали і мертвими кидали до нас…»
Ростислав Савич, 1939 р.н. «Під вечір тато приніс ще одну страшну звістку: у полі знайшли вбитими мого дядька Івана, його дружину Ірину і двох синів — Сергійка який мав 3,5 років і дворічного Володю. Неподалік третю добу лежала важкопоранена жінка, біля якої повзала і ссала груди матері маленька Надія Медвідь, яка нині живе у селі Вишнів Ківерцівського району на Волині.»
Анастасія Крамик, 1933 р.н. «Трупами наших людей були вкриті поля, городи, двори. Ми, мама, бабця, я і моя молодша сестра Галя, чудом залишились живими, бо були у сховищі — викопаній ямі на городі за клунею, на якій зверху був насипаний кіпець. Бандити спалили все село і повбивавши всіх людей, які не встигли заховатись, ходили по дворах, відкривали льохи і якщо когось знаходили, чинили всякі звірства: перерізали шиї, відрізали жінкам груди, вбивали немовлят. Викрикували імена і прізвища знайомих їм селян, імітували плач і крики, і деякі люди, думаючи що то свої, виходили із сховищ і тут же були вбиті. Так до нашого сховища хтось підійшов і кликав мою маму. Мама вже хотіла вийти, думала що то кличе наш батько, але бабця її затримала, сказавши, що батька знає де нас шукати. Ми не вийшли із сховища і таким чином залишились живі.»

## Кількість жертв трагедії
Під час знищення поляками Сагриня було убито і закатовано, за одними даними, понад 800 українців (М.Микитюк, А.Крамик), за іншими — 1240 (В. Притула), в тому числі понад 100 дітей. На сагринському кладовищі споруджено пам'ятник, на якому викарбувані прізвища 660 українців, які вдалось встановити. У спогадах Р. Савича, 1939 р.н., про кількість жертв сказано наступне: «Пам'ятаю одного разу, десь на початку 50-х років, у Ківерцях до мого тата Василя Степановича прийшов сусід Василь Гнатович Крамлик. Я писав, а вони рахували скільки загинуло невинних людей у селі Сагринь 9-11 березня 1944 року. Вони пам'ятали усіх і приїжджих і односельчан. Тоді ми нарахували біля 1240 чоловік, в тому числі корінних жителів Сагриня коло 700 чоловік. Із цього села залишилось живими 200—300 українців. Складені списки не збереглися. В той час таких фактів і цифр не можна було обнародувати».
У книзі І. Галагіди та М. Іваника «Українські жертви Холмщини та Південного Підляшшя у 1939 та 1944 роках» наведено, підтверджених з різних джерел, прізвища 623 загиблих у Сагрині осіб. Загальна кількість убитих, разом із тими, щодо яких не вдалось знайти точних даних, залишається невідомою.

### Список поіменно встановлених жертв, вбитих 10 березня[12]

#### Жителі Сагриня
- Андрійчук Анастасія, б. в. — проф. невід.
- Андрійчук Іван, б. в. — селянин.
- Андрущак Михайло, 56 р. — селянин.
- Антосюк Зеновія, 21 р. — кравчиня.
- Антосюк Зінаїда, 16 р. — дитина.
- Антосюк Лідія, 19 р. — селянка.
- Антосюк Микола, 17 р. — дитина.
- Антосюк Михайло, 54 р. — селянин.
- Антосюк Осип, 20 р.- селянин.
- Антосюк Сергій, 17 р. — дитина.
- Антосюк Софія, 50 р. — селянка.
- Антосюк (Антох) Софія, 20 р. — селянка.
- Антосюк (Антох) Хома, 30 р. — селянин.
- Баран Михайло, 43 р. — селянин, сільське прізвисько Бандира.
- Баран Тетяна, 30 р. — селянка.
- Барчук Володимир, 16 р. — дитина.
- Барчук ІН, б. в. — дитина.
- Барчук ІН, б. в. — дитина.
- Барчук Ольга, 40 р. — селянка.
- Білонога Іван, 56 р. — селянин, чоловік Білоноги Софії, батько Білоногів Надії, Маріїта Івана (2 р.).
- Білонога Іван, 2 р. — дитина, син Білоногів Івана (56 р.) та Софії, брат Білоногів Надії та Марії.
- Білонога Марія, 12 р. — дитина, донькаБілоногів Івана (56 р.) та Софії, сестра Білоногів Надії та Івана (2 р.).
- Білонога Надія, 17 р. — дитина, донька Білоногів Івана (56 р.) та Софії, сестра Білоногів Марії та Івана (2 р.).
- Білонога Параскевія, 66 р. -селянка.
- Білонога Софія, 40 р. — селянка, дружина Білоноги Івана (56 р.), мати Білоногів Надії,Маріїта Івана (2 р.).
- Блащук Ольга, 40 р. — проф. невід.
- Борисюк Марія, 35 р. — селянка.
- Борисюк Степан, 37 р. — селянин.
- Бусько ІН, б. в. — дитина.
- Бусько ІН, б. в. — дитина.
- Бусько Марія, 70 р. — селянка.
- Бусько Павло, 52 р. — селянин.
- Бусько Текля, 46 р. — селянка.
- Валігура ІН, б. в. — дитина.
- Валігура Надія, 39 р. — селянка.
- Василевська Віра, 12 р. — дитина.
- Василевська Ольга, 21 р. — селянка.
- Василевський Володимир, 39 р. — селянин.
- Вільга Василь, 26 р. — селянин.
- Вільга Зінаїда, 27 р. — проф. невід.
- Вільга Іван, 75 р. — селянин.
- Вільга Олена, 55 р. — селянка.
- Вільга Параскевія, 48 р. — проф. невід.
- Вільга Роман, 56 р. — селянин.
- Войцюк (Вайцюх) Оксана, 32 р. — проф. невід.
- Войцюк (Вайцюх) Юстина, 72 р. — селянка.
- Волощук Микола, 37 р. — проф. невід.
- Волощук Павло, 39 р. — проф. невід.
- Галан Варвара, 38 р. — проф. невід.
- Гергіль (Герголь) ІН, б. в. — дитина.
- Гергіль (Герголь) Катерина, 55 р. — селянка.
- Гергіль (Герголь) Людвіґ, 70 р. — селянин.
- Гергіль (Герголь) Марія, б. в. — проф. невід.
- Гергіль (Герголь) Тетяна, 29 р. — селянка.
- Гершон Антін, 32 р. — проф. невід.
- Гершон Ганна, 25 р. — проф. невід.
- Гершон Іван, 1 р. — дитина.
- ГершонІН, 3 р. — дитина.
- Гершон Микола, 7 р. — дитина.
- ГершонПараскевія, 60 р. — селянка.
- Гершон Софія, 21 р. — селянка.
- Гершон Софія, 33 р. — селянка.
- Годлевський Антін, 32 р. — проф. невід.
- Головко ІН (жін.), б. в. — проф. невід.
- Головко ІН (чол.), б. в. — проф. невід.
- Головко ІН, б. в. — дитина.
- Головко ІН, б. в. — дитина.
- Гомеля (Гомоляк) Катерина, 35 р. — проф. невід.
- Грицай Андрій, б. в. — проф. невід.
- Грицай Іван, 54 р. — селянин.
- Грицай ІН (жін.), б. в. — проф. невід.
- Грицай ІН (жін.), б. в. — проф. невід.
- Грицай Леонтій, 31 р. — селянин.
- Грицай Лідія, 27 р. — селянка.
- Грицай Марія, 45 р. — селянка.
- Грицай Ніна, 14 р. — дитина.
- Дмитрук Микола, 65 р. — проф. невід.
- Домбровська ІН(жін.), б. в. — дитина.
- Домбровська ІН(жін.), б. в. — дитина.
- Домбровська Марія, 12 р. — дитина.
- Домбровська Марія, 3,5 р. — дитина.
- Домбровська Марія, 30 р. — проф. невід.
- Домбровська Текля, 37 р. — проф. невід.
- Домбровський Володимир, б. в. — проф. невід.
- Домбровський Генадій, 5 р. — дитина.
- Домбровський Григорій, 39 р. — проф. невід.
- Дорош Ольга, б. в. — проф. невід.
- Дрончків (Дроншків) Антоніна, 18 р. — проф. невід.
- Дрончків (Дроншків) Іван, 25 р. — проф. невід.
- Дрончків (Дроншків) Катерина, 60 р. — селянка.
- Дуда ІН (жін.), б. в. — проф. невід.
- Дуда ІН, б. в. — дитина.
- Дуда ІН, б. в. — дитина.
- Дудось (Дудусь) Андрій, б. в. — проф. невід.
- Дудось (Дудусь) Василь, 37 р. — селянин, батько Дудосів (Дудусів) Івана та Степана.
- Дудось (Дудусь) Володимир, 14 р. — дитина.
- Дудось (Дудусь) Іван, 16 р. — дитина, син Дудося (Дудуся) Василя, брат Дудося (Дудуся) Степана.
- Дудось (Дудусь) Марія,66 р. — селянка, дружина Дудося (Дудуся) Матвія, мати Дудося (Дудуся) Василя.
- Дудось (Дудусь) Матвій, 70 р. — селянин, чоловік Дудось (Дудусь) Марії, батько Дудося (Дудуся) Василя.
- Дудось (Дудусь) Степан, 18 р. — селянин, син Дудося (Дудуся) Василя, брат Дудося (Дудуся)Івана.
- Дудось (Дудусь) Федір, 40 р. — селянин.
- Єндрущук Текля, 50 р. — селянка.
- Жилинська (Зелінська, Зеленська) Анастазія, 45 р. — селянка.
- Жилинська (Зелінська, Зеленська) Надія, 34 р. — селянка.
- Жилинська (Зелінська, Зеленська) Ніна, 7 р. — дитина.
- Жилинський (Зелінський, Зеленський) Антін, 36 р. — стельмах.
- Жилинський (Зелінський, Зеленський) Антін, 16 р. — дитина.
- Жилинський (Зелінський, Зеленський) Богдан, 5 р. — дитина.
- Жук Варвара, 28 р. — проф. невід.
- Жук Віра, 6 р. — дитина, донька[?] Жук Варвари.
- Жук Зінаїда, 44 р. — проф. невід.
- Жук Зіновій, 36 р. — селянин.
- Жук Степан, 9 р. — дитина.
- Зеленко Степан, 25 р. — проф. невід.
- Зелінська (Зеленська) Евгенія, 35 р. — селянка.
- Зелінська (Зеленська) Евгенія, 7 р. — дитина.
- Зелінська (Зеленська) Катерина, 30 р. — селянка.
- Зелінський (Зеленський) Василь, 11 р. — дитина.
- Зелінський (Зеленський) Гліб, 20 р. — проф. невід.
- Зелінський (Зеленський) Степан, 32 р. — селянин.
- Іванців Катерина, 60 р. — селянка.
- Іванців Лідія, 21 р. — селянка.
- Іванців Семен, 62 р. — селянин.
- Їндрущук Текля, 50 р. — селянка.
- Кавка ІН (жін.), б. в. — проф. невід.
- Кавка ІН (чол.), б. в. — проф. невід.
- Кавка ІН, б. в. — дитина.
- Кавка ІН, б. в. — дитина.
- Кавка ІН, б. в. — дитина.
- Казанська Зіновія, 15 р. — дитина.
- Казанський Григорій, б. в. — проф. невід.
- Казмірчук (Касмірчук) Магдалина, 34 р. — селянка.
- Каркуш (Коркуш) Анастасія, 30 р. — селянка, мати Каркушів (Коркушів)Дмитра та Лідії.
- Каркуш (Коркуш) Дмитро, 10 р. — дитина, син Каркуш (Коркуш)Анастасії.
- Каркуш (Коркуш) Лідія, 7 р. — дитина, донька Каркуш (Коркуш)Анастасії.
- Карп Степан, 35 р. — проф. невід.
- Кащук Сергій, 15 р. — дитина.
- Кеда Евстахій, 16 р. — дитина.
- Кеда Микола, 17 р. — дитина.
- Кеда Софія, б. в. — проф. невід.
- Кидай (Кеда[?]) Евстахій, 53 р. — селянин.
- Климчик Анастазія, 53 р. — селянка.
- Климчик Іван, 24 р. — проф. невід.
- Климчик Марія, 16 р. — дитина.
- Климчик Михайло, 56 р. — селянин.
- Климчик Софія, 37 р. — проф. невід.
- Ковальчук Володимир, 5 р. — дитина.
- Ковальчук ІН, б. в. — дитина.
- Ковальчук Марія, 25 р. — селянка.
- Ковальчук Михайло, 76 р. — селянин
- Ковальчук Пелагія, 75 р. — селянка.
- Когут Михайло, 65 р. — селянин.
- Котик ІН, б. в. — проф. невід.
- Котик Михайло, 9 міс. — дитина.
- Котик Ніна, 18 р. — селянка.
- Котик Софія, 40 р. — селянка.
- Крамик Варвара, 37 р. — селянка, дружина КрамикаФедіра, мати Крамика Ігнатія.
- Крамик Ігнатій, 12 р. — дитина, син КрамиківФедірата Варвари.
- Крамик Федір, 38 р.- селянин, чоловік Крамик Варвари, батько Крамика Ігнатія.
- Кузанський Григорій, 55 р. — селянин.
- Кузьма Іван, 40 р. — селянин.
- Куса (Кусий) ІН, б. в. — проф. невід.
- Куса (Кусий) Пелагія, 36 р. — селянка.
- Кутас Антоніна, б. в. — проф. невід.
- Кутас Лідія, 20 р. — селянка, мати Кутаса Сергія.
- Кутас Наталія, 54 р. — селянка.
- Кутас Семен, 55 р. — селянин.
- Кутас Сергій, 2 р. — дитина, син Кутас Лідії.
- Куць (Куца) Дем'ян, 61 р. — селянин, чоловік Куць (Куцої) Марії.
- Куць (Куца) Марія, 60 р. — селянка, дружина Куць (Куця) Дем'яна.
- Лащ Данило, 60 р. — селянин.
- Лащук Марія, 14 р. — дитина.
- Лащук Марія, 26 р. — селянка.
- Лащук Сергій, 15 р. — дитина.
- Лащук Софія, 56 р. — селянка.
- Левко ІН (жін.), б. в. — проф. невід.
- Левко ІН (чол.), б. в. — проф. невід.
- Левко ІН, б. в. — дитина.
- Літощук Анна, 70 р. — проф. невід.
- Літощук ІН (жін.), б. в.- проф. невід.
- Літощук ІН (жін.), б. в. — проф. невід.
- Літощук Марія, 5 р. — дитина.
- Літощук Микола, 17 р. — дитина.
- Літощук Ольга, 35 р. — селянка.
- Літощук Сергій, 17 р. — дитина.
- Літощук Софія, 40 р. — проф. невід.
- Логовець Анатолій, 27 р. — проф. невід.
- Луків Зінаїда, 22 р. — проф. невід.
- Луків Степан, 24 р. — проф. невід.
- Людвіґ ІН (жін.), б. в. -проф. невід.
- Людвіґ ІН (чол.), б. в. — проф. невід.
- Ляшенко Ярослава, нар. 1902 р. — вчителька, до шлюбу Зубрицька, родом із Поморян Зборівського пов., дружина священника о. Ляшенка Василя, мати Ляшенко Ярослави.
- Ляшенко Серафима, 5,5 р. — дочка Ляшенків Василя та Серафими.
- Лящук Антоніна, 40 р. — селянка.
- Лящук Марія, 9 р. — дитина.
- Лящук Сергій, 11 р. — дитина.
- Мазниця Марія, 46 р. — селянка.
- Мазурок Афанасій, 28 р. — проф. невід.
- Мазурок Африкан, 20 р. — проф. невід.
- Мазурок Катерина, 70 р. — селянка.
- Мазурок Марія, 50 р. — проф. невід.
- Медвідь Анастазія, 65 р. — селянка.
- Медвідь Анна, 33 р. — селянка.
- Медвідь Василь, 43 р. — селянин.
- Медвідь Микола, 14 р. — дитина.
- Медвідь Софія, 8 р. — дитина.
- Метюк Анастазія, 44 р. — селянка.
- Метюк Семен, 54 р. — селянин.
- Микитюк Антін, 72 р. — селянин.
- Микитюк Варвара, 34 р. — проф. невід.
- Микитюк Василь, б. в. — проф. невід.
- Микитюк Ганна, 47 р. — селянка.
- Микитюк Дмитро, 17 р. — дитина.
- Микитюк Катерина, нар. 1910 р. — селянка.
- Микитюк Марія, 9 р. — дитина.
- Микитюк Надія, 15 р. — дитина.
- Микитюк Семен, нар. 1900 р. — проф. невід.
- Микульська Ганна, б. в. — селянка.
- МикульськаЕвгенія, 39 р. — селянка, на могилі напис Ґеновефа.
- Микульська Станіслава, 8 р. — дочка Микульського Василя і Евгенії.
- Микульський Василь, 38 р. — селянин.
- МикульськийЕвстахій, 12 р. — дитина, ймовірно син Микульського Василя і Евгенії.
- Микульський Іван, 5 р. — дитина, син Микульського Василя і Евгенії.
- Митюк Анастасія, б. в. — селянка.
- Митюк Василь, б. в. — проф. невід.
- Митюк ІН, б. в. — дитина.
- Митюк Михайло, б. в. — проф. невід.
- Мороз Іван, 37 р. — селянин.
- Мороз Іван, 12 р. — дитина.
- Мороз Катерина, 13 р. — дитина.
- Мороз Лідія, 7 р. — дитина.
- Мороз Олександр, 59 р. — селянин.
- Муха Іван, 40 р. — селянин.
- Муха Марія, 36 р. — селянка.
- Немесяїха Софія, 55 р. — селянка.
- Немесяїха ІН (жін.), б. в. — проф. невід.
- Новосад Ганна, 60 р. — селянка.
- Новосад Данило, 54 р. — селянин.
- Новосад Марія, 28 р. — селянка.
- Новосад Микола, 6 р. — дитина.
- Новосад Софія, 60 р. — селянка.
- Новосад Софія, 30 р. — селянка.
- Носаль Марія, 28 р. — селянка.
- Осташевська Ольга, 37 р. — селянка.
- Осташевський Богдан, 14 р. — дитина.
- Осташевський Лаврентій, 36 р. — селянин.
- Павлось ІН (жін.), б. в. — проф. невід.
- Павлось ІН, б. в. — проф. невід.
- Пампушка ІН, б. в. — дитина, син Пампушки Софії.
- Пампушка Софія, б. в. — селянка, мати Пампушки НН.
- Петрик (Петрук) Лідія, 12 р. — дитина.
- Петрик (Петрук) Марія, 14 р. — дитина.
- Петрик (Петрук) Текля, 36 р. — селянка.
- Піґрух Анастасія, 63 р. — селянка.
- Піґрух Василь, 20 р. — селянка.
- Піґрух Катерина, 45 р. — селянка.
- Піґрух Микола, 65 р. — селянин.
- Піґрух Петро, 60 р. — селянин.
- Піґрух Софія, 60 р. — селянка.
- Притула Антін, б. в. — проф. невід.
- Притула Володимир, 2 р. — дитина, син Притулів Івана (37 р.) та Ірини, брат Притули Сергія.
- Притула Дмитро, 46 р. — проф. невід.
- Притула Евген, 5 р. — дитина.
- Притула Зінаїда, 38 р. — селянка.
- Притула Іван, 22 р. — проф. невід.
- Притула Іван, 28 р. — проф. невід.
- Притула Іван, 37 р. — селянин, чоловік Притули Ірини, батько Притулів Володимира та Сергія.
- Притула Іван, 60 р. — селянин.
- Притула ІН, 1 рік — дитина.
- Притула Ірина, 25 р. — селянка, дружина Притули Івана (37 р.), мати Притулів Володимира та Сергія.
- Притула Марія, 55 р. — селянка.
- Притула Олена, 21 р. — проф. невід.
- Притула Параскевія, 22 р. — проф. невід.
- Притула Сергій, 3,5 р. — дитина, син Притулів Івана (37 р.) та Ірини, брат Притули Володимира.
- Притула Степан, 65 р. — селянин.
- Притула Степан, 3 р. — дитина.
- Рачок Евген, 2 р. — дитина.
- Рачок Евстахій, 36 р. — селянин.
- Рачок Катерина, 60 р. — селянка.
- Рачок Марія, 30 р. — селянка.
- Рачок Марія, 60 р. — селянка.
- Рачок Стах, б. в. — проф. невід.
- Рачок Текля, 73 р. — селянка.
- Рупа Софія, 46 р. — селянка.
- Савич Володимир, 2 р. — дитина.
- Савич Іван, 35 р. — проф. невід.
- Савич Ірина, 23 р. — проф. невід.
- Савич Сергій, 2 р. — дитина.
- Савич Степан, 65 р. — селянин.
- Собчук Варвара, 45 р. — селянка, донька Собчука Миколи.
- Собчук Василь, 54 р. — селянин.
- Собчук Володимир, б. в. — проф. невід., чоловік Собчук Ганни та батько Собчука Дмитра (їм пощастило врятуватися).
- Собчук Ева, 27 р. — селянка.
- Собчук Катерина, 50 р. — селянка.
- Собчук Марія, 14 р. — дитина.
- Собчук Марія, 54 р. — селянка.
- Собчук Микола, б. в. — селянин, батько Собчук Варвари.
- Собчук Степан, 74 р. — селянин.
- Собчук Якуб, 63 р. — селянин.
- Сокаль Софія, 18 р. — селянка.
- Стасюк Василь, 32 р. — проф. невід.
- Стасюк Ольга, 35 р. — проф. невід.
- Сташевська ІН, б. в. — селянка, мабуть, дружина Сташевського Василя (поляка, що теж загинув).
- Стельмащук Анна, 25 р. — селянка, мати Стельмащука Степана.
- Стельмащук Володимир, 7 р. — дитина.
- СтельмащукЕвген, 2 р. — дитина.
- СтельмащукЕвген, 14 р. — дитина.
- СтельмащукЕвстахій, 47 р. — селянин.
- Стельмащук Софія, 45 р. — селянин.
- Стельмащук Степан, 1 р. — дитина, син Стельмащук Анни.
- Сус Дем'ян, 61 р. — селянин.
- Такоз Катерина, 45 р. — селянка.
- Тимощук Анастазія, 70 р. — селянка.
- Тимощук Антоніна, 40 р. — селянка, дружина мужа довір'я.
- Тимощук Василь, 66 р. — селянин.
- Тимощук Василь, 25 р. — селянин.
- Тимощук Ганна, б. в. — проф. невід.
- Тимощук Григорій, б. в. — проф. невід.
- Тимощук Евгенія, 22 р. — проф. невід.
- Тимощук Евстахій, 3 міс. — дитина.
- Тимощук Катерина, 39 р. — проф. невід.
- Тимощук Лідія, 15 р. — дитина, донька Тимощук Антоніни.
- Тимощук Микола, 8 міс. — дитина.
- Тимощук Михайло, 20 р. — селянин.
- Тимощук Степан, 50 р. — селянин.
- Тимощук Федора, б. в. — проф. невід.
- Ткач Катерина, 45 р. — проф. невід.
- Фіялковська (Фіялківська) Ева, 65 р. — селянка.
- Фургель Григорій, 70 р. — селянин.
- Фургель Марія, 60 р. — селянка.
- Чеп (Чоп) Андрій, 18 р. — проф. невід.
- Чмілюк ІН (жін.), б. в. — проф. невід.
- Чмілюк ІН (чол.), б. в. — проф. невід.
- Чухрай Ефрозина (Розалія), 55 р. — проф. невід.
- Чухрай Іван, б. в. — проф. невід.
- Чухрай Софія, б. в. — проф. невід.
- Шалота ІН (жін.), б. в. — проф. невід.
- Шалота ІН (чол.), б. в. — проф. невід.
- Шалота ІН, б. в. — дитина.
- Шалота ІН, б. в. — дитина.
- Шелепина Анастасія, 80 р. — селянка.
- Шелепина Василь, 47 р. — селянин.
- Шелепина ІН, б. в. — дитина.
- Шелепина Михайло, 48 р. — проф. невід.
- Шелепина Михайло, б. в. — дитина.
- Шелепина Яків, 54 р. — селянин.
- ШершонПараскевія, 60 р. — селянка.
- Шершон Степан, 70 р. — селянин.
- Шершон Текля, 69 р. — селянка.
- ШидловськаАнастазія, 25 р. — селянка.
- Шидловська Ірина, 55 р. — селянка.
- Шидловський Федір, 50 р. — селянин.
- Шикула Андрій, 17 р. — дитина.
- Шикула Володимир, 15 р. — дитина.
- Шикула Григорій, 47 р. — селянин.
- Шикула Іван, 12 р. — дитина.
- Шикула Катерина, 90 р. — селянка.
- Шикула Магдалина, 70 р. — селянка.
- Шикула Марія, 50 р. — селянка.
- Шикула Олександр, 49 р. — селянин.
- ШикулаПараскевія, 48 р. — селянка.
- Шикула Роман, 75 р. — селянин.
- Шикула Федір, 37 р. — селянин.
- ШимулаІН, б. в. — селянин.
- Шпак Іван, 70 р. — селянин.
- Шпак Марія, 63 р. — селянин.
- Шуфель Григорій, 40 р. — проф. невід.
- Шуфель Іван, 12 р. — дитина.
- ШуфельІН, 80 р. — селянка, бабуся Шуфель Анастасії.
- ШуфельКонстантин, 15 р. — дитина.
- Шуфель Марія, 16 р. — дитина, дочка Шуфель Анастасії.
- Шуфель Марія, б. в. — проф. невід., мати Шуфель Анастасії.
- Шуфель Микола, 66 р. — селянин.
- Шуфель Яків, 63 р. — селянин.
- Юндрущук Текля, 50 р. — селянка.
- Яндрушко ІН (жін.), б. в. — проф. невід.
- Яндрушко ІН (чол.), б. в. — проф. невід.
- Яндрушко ІН, б. в. — дитина.
- Яндрушко ІН, б. в. — дитина.
- Яндрушко ІН, б. в. — дитина.
- Яцків Василь, 50 р. — проф. невід.
- Яцків ІН, б. в. — дитина.
- Яцків Марина, 50 р. — проф. невід.
- Яцків Ольга, 4 р. — дитина.
- Яцків Софія, 25 р. — проф. невід.
- Яцюк Марія, 18 р. — селянка.
- Яцюк Олена, 50 р. — селянка.
- Яцюк Павло, 56 р. — селянин

#### Жителі інших сіл, які того дня були у Сагрині
- Валігура Степан, нар. 1914 р. — селянин.
- Тимощук Антін, 60 р. — селянин.
- Тимчук Лідія, нар. 1906 р. — селянка, переселена до Сагриня у 1942 р.
- Тимчук Назар, нар. 1939 р. — дитина, син Тимчук Лідії, переселений до Сагриня у 1942 р.
- Тимчук Омелян, нар. 1927 р. — дитина, син Тимчук Лідії, переселений до Сагриня у 1942 р.
- Тимчук Тетяна, нар. 1932 р. — дитина, дочка Тимчук Лідії, переселена до Сагриня у 1942 р.
- Самограй Ганна, б. в. — проф. невід.
- Самограй Марія, б. в. — проф. невід.
- Войтович Марія, нар. 1898 р. — селянка, дружина Войтовича Михайла, переселена у 1942 р. до ЗагайникаГрубешівськогопов., мати Войтовичів Івана (10 р.), Лідії (10 р.) та Ніни (15 р.), які врятувалися.
- Войтович Михайло, нар. 1900 р. — селянин, чоловік Войтович Марії, переселений у 1942 р. до ЗагайникаГрубешівськогопов., батько Войтовичів Івана (10 р.), Лідії (10 р.) та Ніни (15 р.), які врятувались.
- Ушко Зінаїда, 25 р. — селянка.
- Ушко Мартин, б. в. — мабуть, дитина.
- Ушко Микола, 28 р. — проф. невід.
- Бучило Анна, 50 р. — селянка.
- Бучило Василь, 55 р. — селянин.
- Бучило Михайло, б. в. — проф. невід.
- Бучило Олександр, 30 р. — селянин.
- Дудка Марія, 3 р. — дитина.
- Каляраш Агафія,62 р. — селянка.
- Литвинчук Олександр, 16 р. — дитина.
- Шевелюк Анна, 60 р. — селянка.
- Новосад Микола, нар. 1882 р. — селянин, син Новосада Федора, чоловік Новосад Теклі (див. про неї у п. 211 списку с. Сагринь), похований уСагрині.

ЗМикитовиськ[?]:
- Галас Антоніна, 47 р. — проф. невід.:
- Веремчук Тома, 52 р. — селянин.
- Дмитрук Катерина, 41 р. — проф. невід.
- Дмитрук Микола, 16 р. — дитина.
- Дмитрук Микола, 42 р. — селянин.
- НазарукІН(чол.),б. в. — проф. невід.
- Петрик (Петрук) Григорій, 39 р. — селянин.
- Вацок ІН, б. в. — селянин.
- ГергільАнастазія, 48 р. — селянка, паралізована, живою вкинута до підпаленої хати.
- Новосад Федір, 45 р. — селянин.
- Бучко Анна, 26 р. — проф. невід., дружина Бучка Петра, мати Бучка Олега (Анатолія) (1,5 р.).
- Бучко Василь, 14 р. — дитина.
- Бучко Іван, 45 р. — проф. невід.
- Бучко Ілля, 58 р. — проф. невід.
- Бучко Лука, 60 р. — селянин.
- Бучко Марія, 39 р. — проф. невід.
- Бучко Наталія, 47 р. –проф. невід.
- Бучко Ніна, 27 р. –проф. невід.
- Бучко Олег, 14 р. — дитина.
- Бучко Олег (Анатолій), 1,5 р. — дитина, син Бучків Петра й Анни.
- Бучко Олександр, 19 р. –селянин.
- Бучко Петро, 24 р. –проф. невід., чоловік Бучко Анни, батько Бучка Олега (Анатолія) (1,5 р.).
- Бучко Федір, 15 р. — дитина.
- Бучко Ярослав, 11 р. — дитина.
- Груба Володимир, 1 р. — дитина.
- Груба Іван, 30 р. –проф. невід.
- Груба Ніна, 27 р. — проф. невід.
- Груба Семен, 3 р. — дитина.
- Гульчик (Гильчук) Віра, 31 р. — проф. невід., дружина Гульчика(Гильчука) Йосипа, мати Гульчика (Гильчука) Степана.
- Гульчик (Гильчук) Йосип, 31 р. — проф. невід., чоловік Гульчик (Гильчук) Віри, батькоГульчика (Гильчука) Степана.
- Гульчик (Гильчук) Марія (Марина), 42 р. — проф. невід.
- Гульчик (Гильчук) Степан, 3 р. — дитина, син Гульчиків (Гильчуків)Віри та Йосипа.
- Касінська Зіновія, 15 р. — дитина.
- Ковальчук Іван, 35 р. –селянин.
- Козинський Степан, 50 р. –селянин.
- Литвинчук Марія, 26 р. –проф. невід.
- Обухович Ганна, 38 р. — проф. невід.
- Обухович Людмила, 6 р. — дитина, згоріла живцем (її впізнали за хрестиком).
- Обухович Петро, 7 р. — дитина.
- Обухович Юлія, 65 р. — селянка.
- ОбуховичЮліян, 42 р. — селянин.
- Онимкевич (Онишкевич) Іван, 38 р. — селянин.
- Подлевська ІН (жін.), б. в. –проф. невід.
- Праць (Проць) Ярина (Ірина), 40 р. — селянка.
- Савроцька (Саврацька) Антоніна, 52 р. — селянка.
- Саєнчук Параскевія, 40 р. — селянка, переселилася з родиною до Сагриня на початку 1944 р., мати Саєнчук Лариси (див. про неї у п. 537, списку с. Невирків), яку закрила собою і котру поранили.
- Штойко Василь, 33 р. — селянин, чоловік Штойко Марини.
- Штойко Ірина, 3 р. — дитина, дочка Штойків Марини (та Василя.
- Штойко Марина, 31 р. — селянка, дружина Штойка Василя, мати Штойко Ірини.
- Штойко Михайло, 29 р. — селянин.
- Гапон Михайло, 35 р. — селянин.
- Гнатюк Михайло, б. в. –проф. невід.
- Голіброда Софія, 32 р. –проф. невід.
- Іванович Розалія, б. в. –проф. невід.
- Кальницька Евгенія, 5 р. — дитина.
- Кальницька Клавдія, 3 р. — дитина.
- Кальницький Павло, 30 р. — проф. невід.
- Лащ Станіслав, 19 р. — проф. невід.
- Малимон Константин, 50 р. — селянин.
- Малимон Лідія, б. в. — дитина, донька Малимон Ольги, сестра Малимон Зіни, яка врятувалась.
- Малимон Ольга, б. в. –селянка, мати Малимонів Лідіїта Зіни, яка врятувалась.
- Малимон Софія, 75 р. — селянка.
- Мартисюк Антін, 32 р. — проф. невід.
- Мартисюк Ганна, 50 р. — селянка.
- Мартисюк Розалія, 30 р. — селянка.
- Мартисюк Степан, 5 р. — дитина.
- Мельник Марія, б. в. — проф. невід.
- Тріль Іван, 35 р. — проф. невід.
- Тріль Софія, 33 р. — проф. невід.
- Шаран Володимир, 21 р. — проф. невід.
- Шаран Іван, 50 р. — проф. невід.
- Шаран Іван, 21 р. — проф. невід.
- Швед ІН(стать не встановлено),б. в. — проф. невід.
- Швед ІН(стать не встановлено),б. в. — проф. невід.
- Швед ІН(стать не встановлено),б. в. — проф. невід.
- Швед ІН(стать не встановлено),б. в. — проф. невід.
- Швед ІН(стать не встановлено),б. в. — проф. невід.
- Швед Пилип, 60 р. — проф. невід.
- Білий Мартин, 41 р. –проф. невід.
- Зань Андрій, б. в. –проф. невід.
- Зань Василь, б. в. –проф. невід.
- Зань Ілля, б. в. –проф. невід.
- Зань Микола, 39 р. –проф. невід.
- Зань Ольга, б. в. –проф. невід.
- Куляша Андрій, б. в. –проф. невід.
- Пелюх (Пелех) Катерина, 22 р. –проф. невід.
- Пелюх (Пелех) Степан, 19 р. –проф. невід.
- Рапата Ганна, б. в. –проф. невід.
- Рапата Михайло, б. в. –проф. невід.
- Рогаля Анастасія, 62 р. –проф. невід.
- Рогаля Василь, 65 р. –проф. невід.
- Рудзік Катерина, б. в. –проф. невід.
- Рудзік Степан, 25 р. –проф. невід.
- Ручка Володимир, 38 р. –проф. невід.
- Ручка Микола, 41 р. –проф. невід.
- Томашівський Микола, 35 р. –проф. невід.
- Ціс Борис, б. в. –проф. невід.
- Ціс Степан, б. в. –проф. невід.
- Кальмук Ростислав, 37 р. — селянин.
- Музичук Віра, 30 р. — селянка
- Музичук Іван, 65 р. — селянин.
- Музичук ІН, 5 р. — дитина.
- Музичук Микола, 35 р. — селянин.
- Кшачок ІН (чол.), б. в. –проф. невід.
- Кшачок ІН (чол.), 5 р. — дитина, онук Кшачока НН.
- Кшачок ІН (чол.), 7 р. — дитина, онук Кшачока НН.
- Кшачок ІН (чол.), 12 р. — дитина, онук Кшачока НН.
- ОН (чол.), б. в. — проф. невід.
- Ющук Любов, 20 р. — селянка, дочка Ющук Ольги.
- Ющук Ольга, 40 р. — селянка, мати Ющук Любові.
- Циц Петро, 65 р. — селянин.
- Шокало Андрій, 34 р. — селянин.
- Шокало ІН, б. в. — дитина.
- Шокало ІН, б. в. — дитина.
- Шокало ІН, б. в. — дитина.
- Шокало Марія, 35 р. — селянка.
- Шокало Софія, 16 р. — дитина.